# Richards Bay
Richards Bay (tiếng Afrikaans: Richardsbaai) là một thành phố ở KwaZulu-Natal, Nam Phi. Nằm trên một đầm phá rộng 30 km vuông ở sông Mhlatuze, trở thành một trong những bến cảng lớn nhất của đất nước.